# Marier

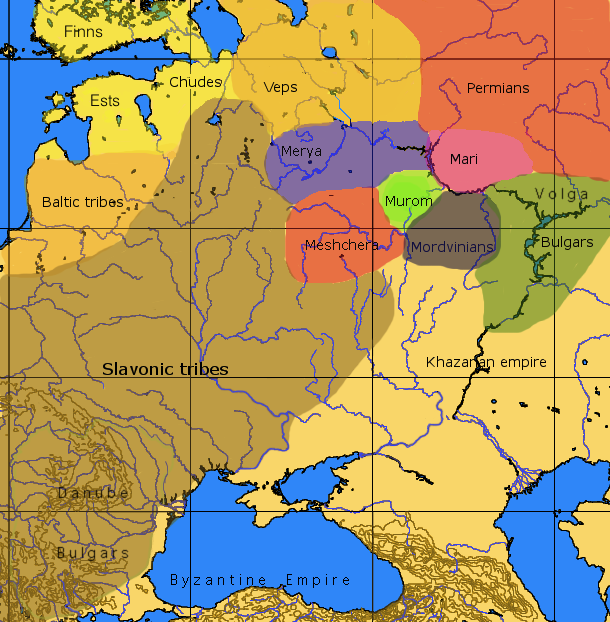
Mariernas bosättningsområde i rosa under 800-talet.

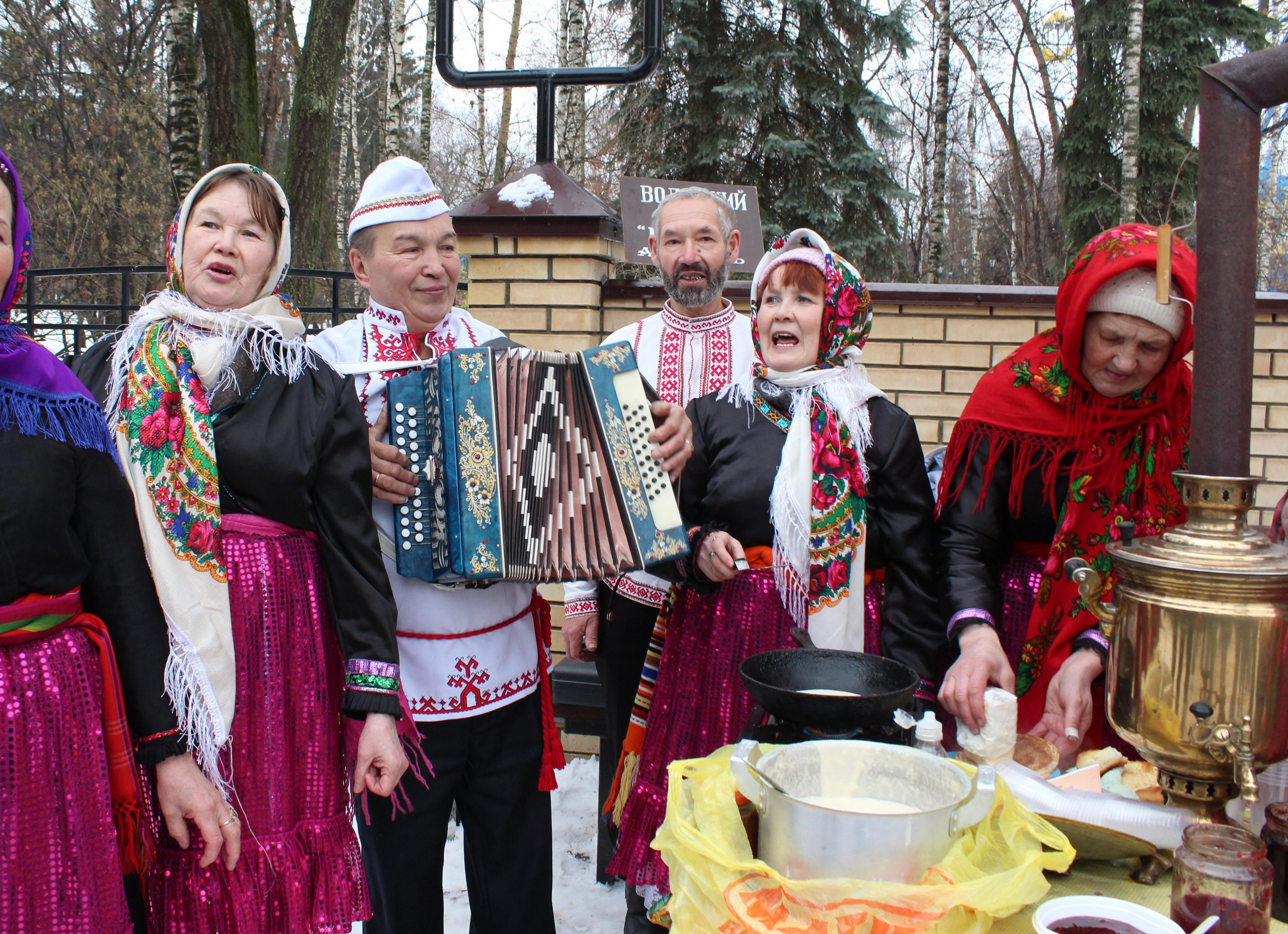
Marier

Marierna (rysk benämning före 1918 var tjeremisserna), är ett finsk-ugriskt folk som bor i Ryssland, framför allt vid Volga och dess biflod Vjatka. De kallar sig själva mari, som betyder "människa". Marierna bor traditionellt dels i bergen, dels på slätterna ("ängs-tjeremisser") med åkerbruk som huvudnäring, på höjderna även boskapsskötsel. De vid floderna boende bedrev ett givande fiske, och överallt var biskötseln livlig. Söder om marierna bor tjuvasjerna och i öster tatarerna, i övrigt var ryssarna deras grannar.
Enligt folkräkning år 2002 bor det i Ryssland 604 000 marier. 324 400 av dessa bodde i delrepubliken Marij El, och utgjorde där 42% av befolkningen. Förutom i Marij El finns marier även i norra Basjkirien, Tatarstan och Udmurtien samt kring vissa större städer.

## Historia
De äldsta spåren av bebyggelse på mariernas nuvarande bosättningsområde härrör från äldre paleolitikum. Järnet har där kommit i bruk under första årtusendet f.Kr. Under perioden 400-900 e.Kr. uppkom det mariska folket ur det tidigare gemensamma volga-finska urfolket, på området mellan floderna Vjatka och Vetluga, där de livnärde sig av svedjebruk, jakt, fiske och biodling i dess tidigare former.
Beroende på det geografiska läget liknar mariernas såväl tidigare som nyare historia mordvinernas. Marierna nämns 551 i Jordanes krönika under namnen imiscaris och sremniscans. På 700-talet hamnade de inom det volgabulgariska rikets inflytelsesfär. En språklig analys visar att marierna levde i ett relativt fredligt förhållande med bolgarerna och deras efterföljare tjuvasjerna. 1236 nådde tatarerna i sin framryckning mot väster fram till Volga. De störtade volgabulgarernas rike och därmed inleddes Gyllene hordens överhöghet, som i början omfattade ängs-tjeremissernas bosättningsområde norr om Volga. Tatarerna gjorde inga större ingrepp i den sociala strukturen. Liksom mordvinerna deltog också marierna med sina militära förband i striderna tillsammans med den tatariska armén, där de gjorde sig kända och fruktade för sin tapperhet. Mariernas stormän och krigare hade en gynnad ställning hos tatarerna, bl.a. var de befriade från skatt. När tatarernas rike sönderföll fortsatte dock förbindelserna mellan tatarerna och marierna, varav resultatet blev ett skikt av talrika tatariska lånord i mariskan.
Marierna kom i kontakt med ryssarna på 1300-talet, men först på 1700-talet underkuvades de. Omvändelsen till kristendom började på 1600-talet, men nådde först under Elisabets regentskap bestående resultat. 
Liksom fallet varit med mordvinerna upptogs mariernas adel bland den ryska adeln - förutsatt att den visade samarbetsvilja med den nya övermakten och att den anammade kristendom. Resultatet blev förryskning. Mariska nationalförband formerades enligt tatarisk förebild också i tsarens armé. I livländsk-ryska kriget 1558–1561 och i kriget mot Polen deltog i den ryska armén också mariernas fruktade ryttarförband.
Mariernas byar, om 10-12 gårdar, bildade släktenheter, och åkrarna var släktens gemensamma egendom, som då och då på nytt fördelades mellan de olika familjerna. De mariska bönderna som hamnat i livegenskap förenade sig, liksom fallet var med mordvinerna, med olika upprorsrörelser som exempelvis Stenka Razins och Pugatjovs. Under Katarina II:s tid började en utvandirng mot öster, främst till områdena kring Ufa. Således uppkom de nuvarande östmariska kolonierna i Basjkirien. En orsak till migrationen var tvångskristnandet. Till sin religion var 27,6 procent av marierna ännu 1897 s.k. hedningar som trodde på naturgudomligheter och andar. Man offrade på bestämda platser, heliga lundar etc. Som medlare mellan gudar och människor stod präster. Tillsammans med mordvinerna kan marierna betecknas som Europas sista hedningar. Utforskandet av deras trosföreställningar är av stor vikt vid klarläggandet av den finsk-ugriska forntiden. När Yrjö Wichmann besökte marierna omkring 1900 misstänktes han för att vara tsarens spion. Deras nationella medvetande var vid denna tidpunkt obefintligt. 
Under ryska revolutionen ställde sig majoriteten avvisande till den politiska radikalismen, och under 1930-talet förföljdes de svårt till följd av en nationalistisk väckelse. Trots att Sovjetunionens fall inneburit en kulturell revitalisering för marierna har de under 2000-talet återigen börjat utsättas för förföljelser av lokala politiker.

## Folkräkning[3]
| År   | Antal   | Andel som talar modersmål |
| ---- | ------- | ------------------------- |
| 1899 | 366 033 |                           |
| 1920 | 413 000 |                           |
| 1939 | 481 300 |                           |
| 1959 | 504 000 | 91,2 %                    |
| 1970 | 598 600 |                           |
| 1979 | 622 000 | 86,8 %                    |

## Genetik

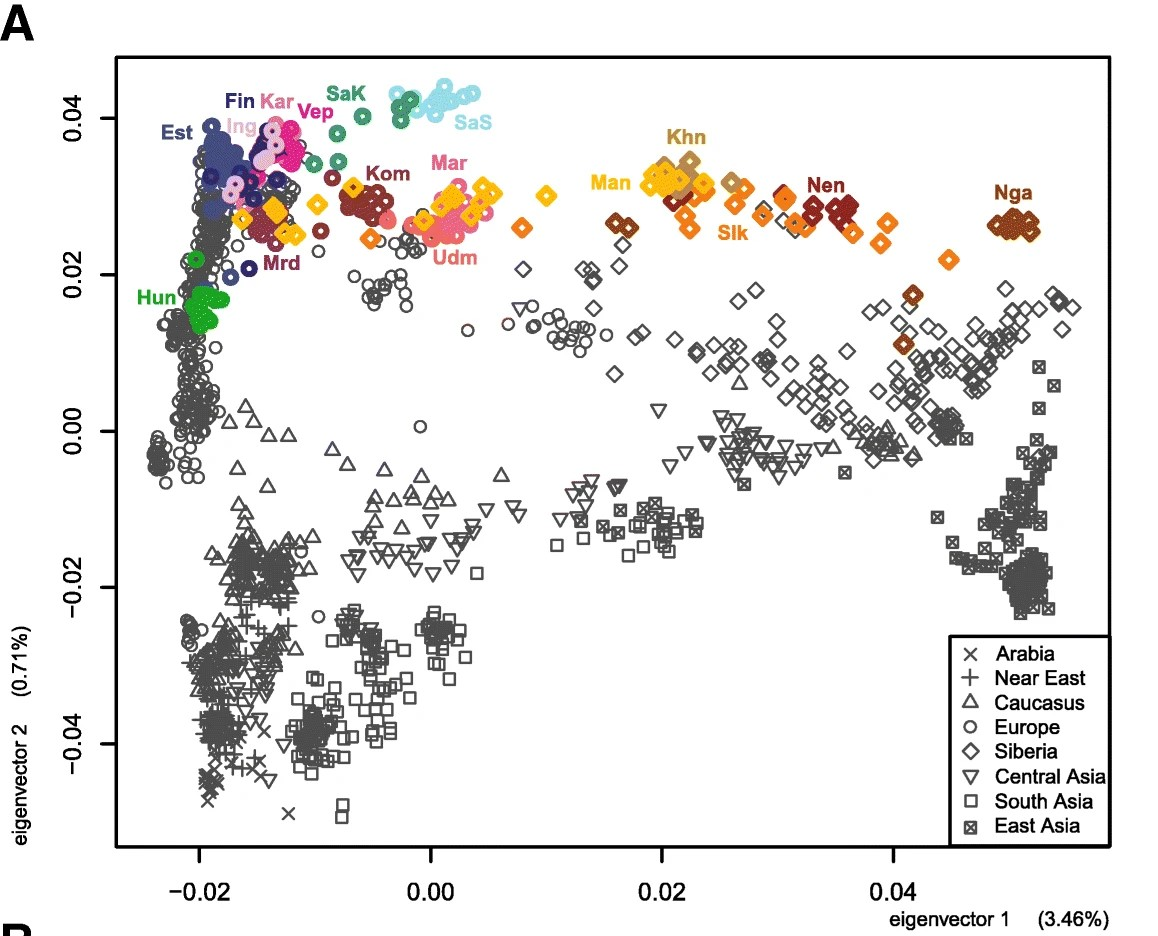
Marier (Mar) och andra uraliska folk i en huvudkomponentanalys.

De flesta marierna med Y-kromosom har haplogrupp N (46,4 % har N1c och 8,2 % har N-P43). 22,7 % har R1a.
35 % av deras autosomala DNA är sibiriska. Denna sibiriska komponent är typisk för uraliska folk.